# Pescatori in mare
Pescatori in mare (Fishermen at sea) è un dipinto a olio su tela (91,5×122,4 cm) del pittore inglese William Turner, realizzato nel 1796 e conservato al Tate Britain di Londra.

## Descrizione
L'opera raffigura una barca che, in balia di un vento tempestoso, cerca di farsi strada tra le acque inquiete; la scena, ambientata al largo dei Faraglioni dell'isola di Wight, è rischiarata dai raggi della Luna che, riflettendosi sui flutti, creano un'atmosfera sospesa e silenziosa.
L'opera fu realizzata nel 1796, anno in cui - nonostante la giovane età - Turner poteva già vantare una discreta notorietà e un notevole numero di ammiratori, tutti appartenenti alla classe aristocratica ed intellettuale più in voga a Londra. Il dipinto fu presentato nello stesso anno alla Royal Academy, come possiamo dedurre dalla testimonianza di Walter Thornbury, il quale nel 1792 affermò che il primo olio di Turner era di una certa «dimensione o rilevanza» e raffigurava «una scena di pescherecci che, sospinti da una raffica di vento, scivolavano scompigliati e veloci al largo dei Faraglioni», osservando anche che «il generale Steward» acquistò il quadro «per dieci sterline». Si tratta di una descrizione che, come si può notare, collima con i contenuti proposti da Pescatori in mare. Il quadro, passato a F.W.A.-Cholmeley, sarebbe poi giunto nelle collezioni della Tate Gallery nel 1972.
Sotto il profilo stilistico il dipinto risente dell'influenza di Joseph Vernet, Joseph Wright of Derby e Philip James de Loutherbourg, specie nella soluzione luministica della luna che si specchia sullo specchio d'acqua, realizzato con grande virtuosismo. L'opera, in effetti, piacque molto ai critici, come possiamo capire da un commento di John William, il quale affermò:
(John Williams)